# North Slope dell'Alaska

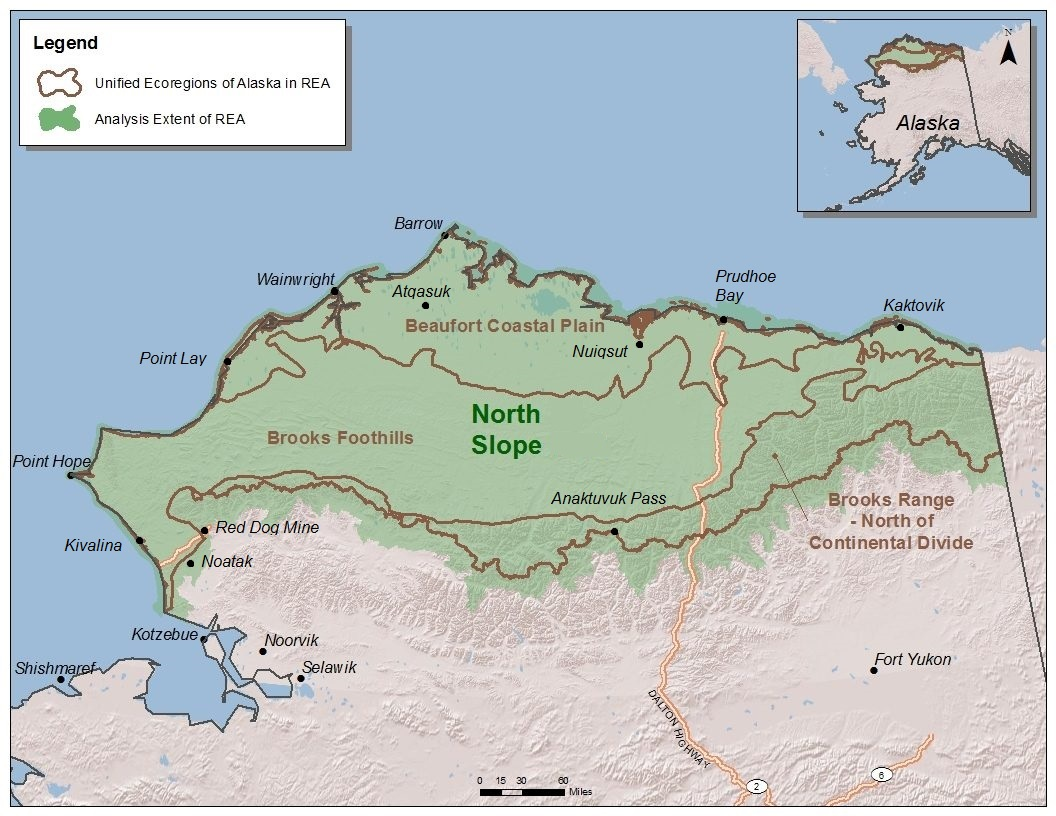
Mappa del North Slope e suddivisione nelle regioni che lo compongono

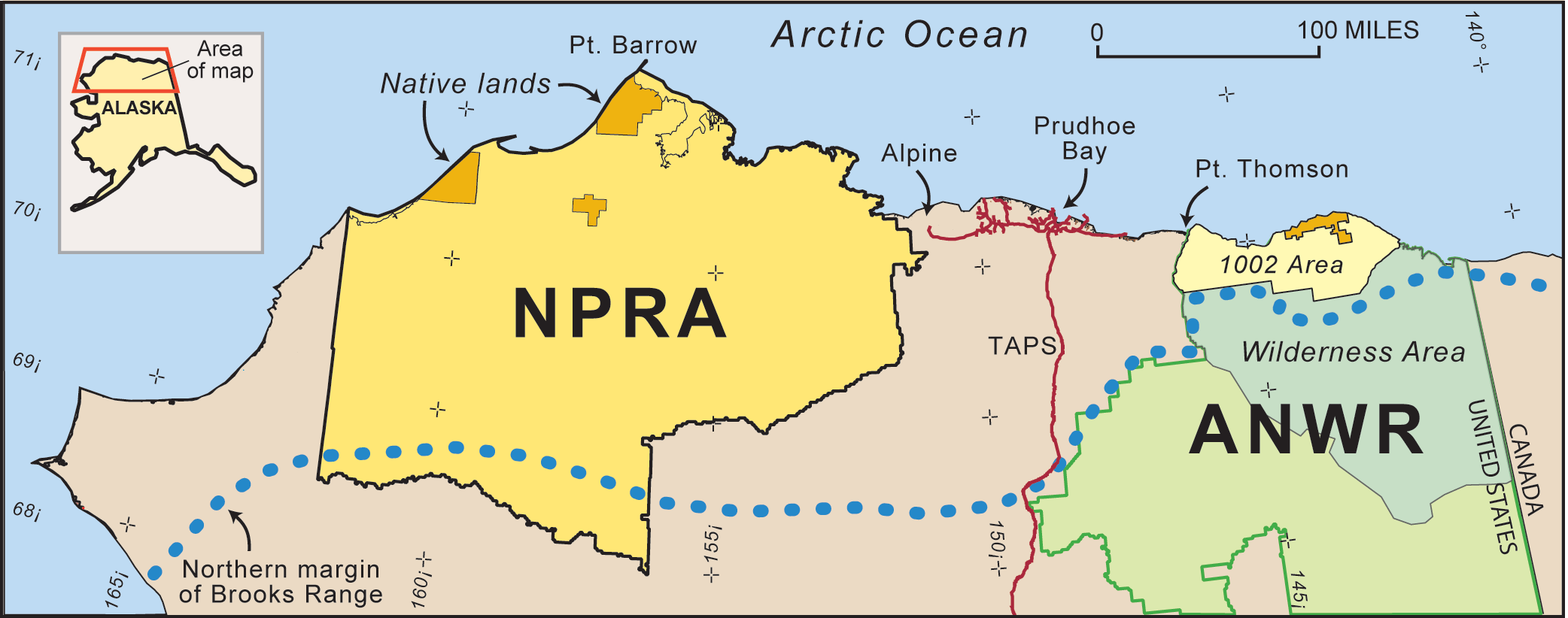
Posizionamento nel North Slope della National Petroleum Reserve dell'Alaska (NPRA) e Arctic National Wildlife Refuge (ANWR).
(la linea punteggiata indica il limite meridionale del North Slope)

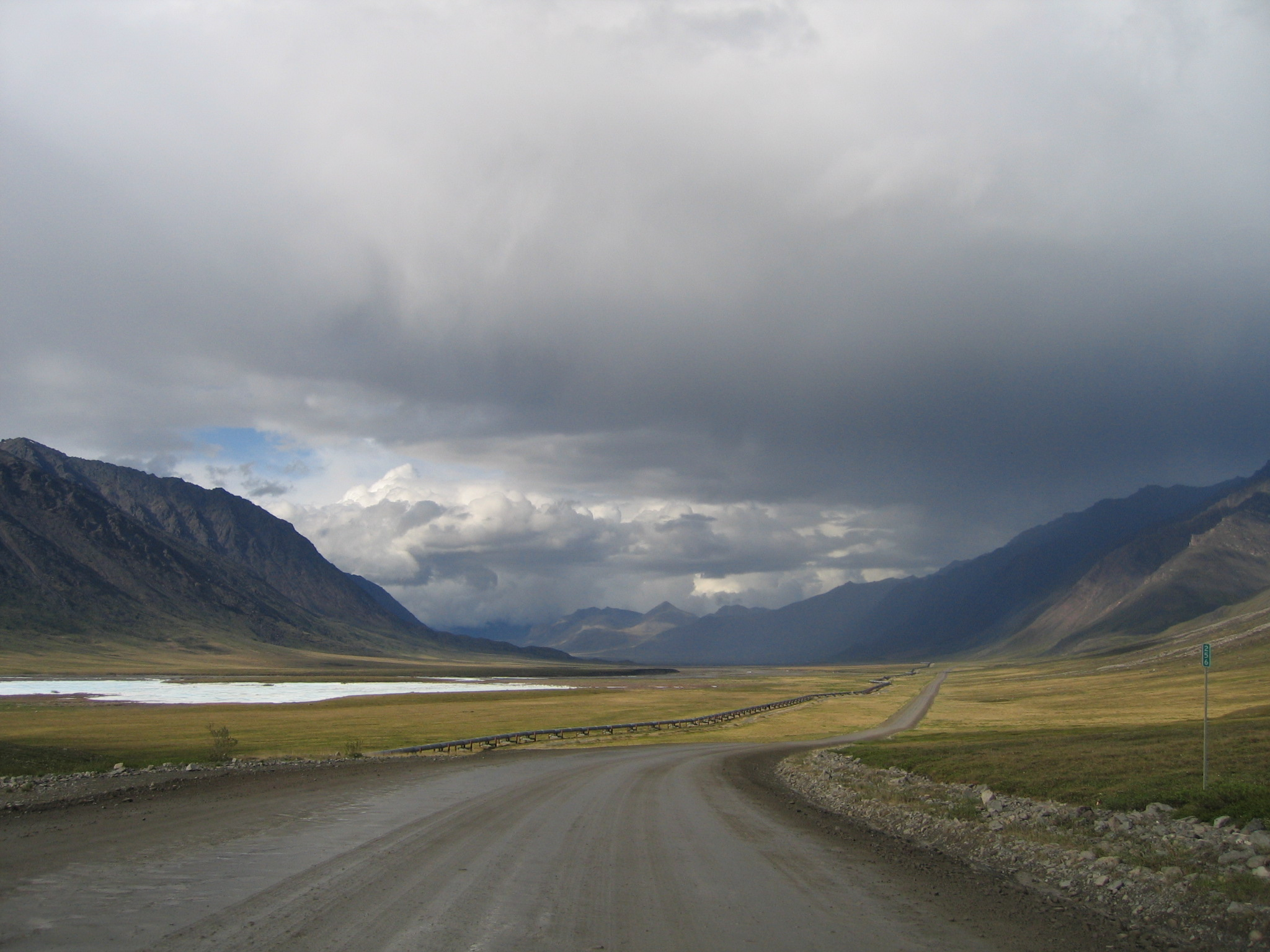
La Dalton Highway a nord delle Brooks Range in un tratto in cui corre a fianco dell'oleodotto Trans-Alaskano

Il North Slope dell'Alaska (detto anche in passato Arctic Slope) è una regione dell'Alaska settentrionale situata fra la catena dei Monti Brooks e l'Oceano Artico. Ha una superficie di circa 250.000 km² e amministrativamente ricade quasi interamente nel Borough di North Slope con l'eccezione di una piccola parte a sud di Capo Hope che ricade nel Borough di Northwest Arctic.
Geograficamente il North Slope è costituito dal bacino imbrifero a nord della catena montuosa dei Brooks, cioè l'area di raccolta delle acque che di lì fluiscono nell'Oceano Artico, a partire dall'estremo est sul Mare di Beaufort, presso Demarcation Bay (confine con il Canada), fino all'estremo sud-ovest sul mare di Chukchi presso la laguna di Kivalina, poco a nord di Capo Espenberg.
Oltre il 90% del territorio del North Slope è di proprietà dello stato federale o dello stato dell'Alaska. In particolare nell'area si trovano la  National Petroleum Reserve in Alaska (NPRA), parte dell'Arctic National Wildlife Refuge (ANWR) e parte del Parco nazionale e riserva Gates of the Arctic.
Il territorio, quasi interamente disabitato, è attraversato da due importanti infrastrutture: la Dalton Highway, un'autostrada che collega la città di Fairbanks, nel centro dell'Alaska, con i campi petroliferi di Prudhoe Bay, ed il Trans-Alaska Pipeline System (TAPS), un oleodotto che collega i suddetti campi petroliferi di Prudhoe Bay con il terminal di Valdez, nel Golfo dell'Alaska.

## Geografia fisica

### Territorio
Il territorio del North Slope è composto da tre regioni distinte:
- Pianura costiera artica (Arctic Costal Plain o Beaufort Coastal Plain);
- Area pedemontana artica (Arctic Foothills o Brooks Foothills);
- Monti Brooks (Brooks Range).

#### Pianura costiera artica

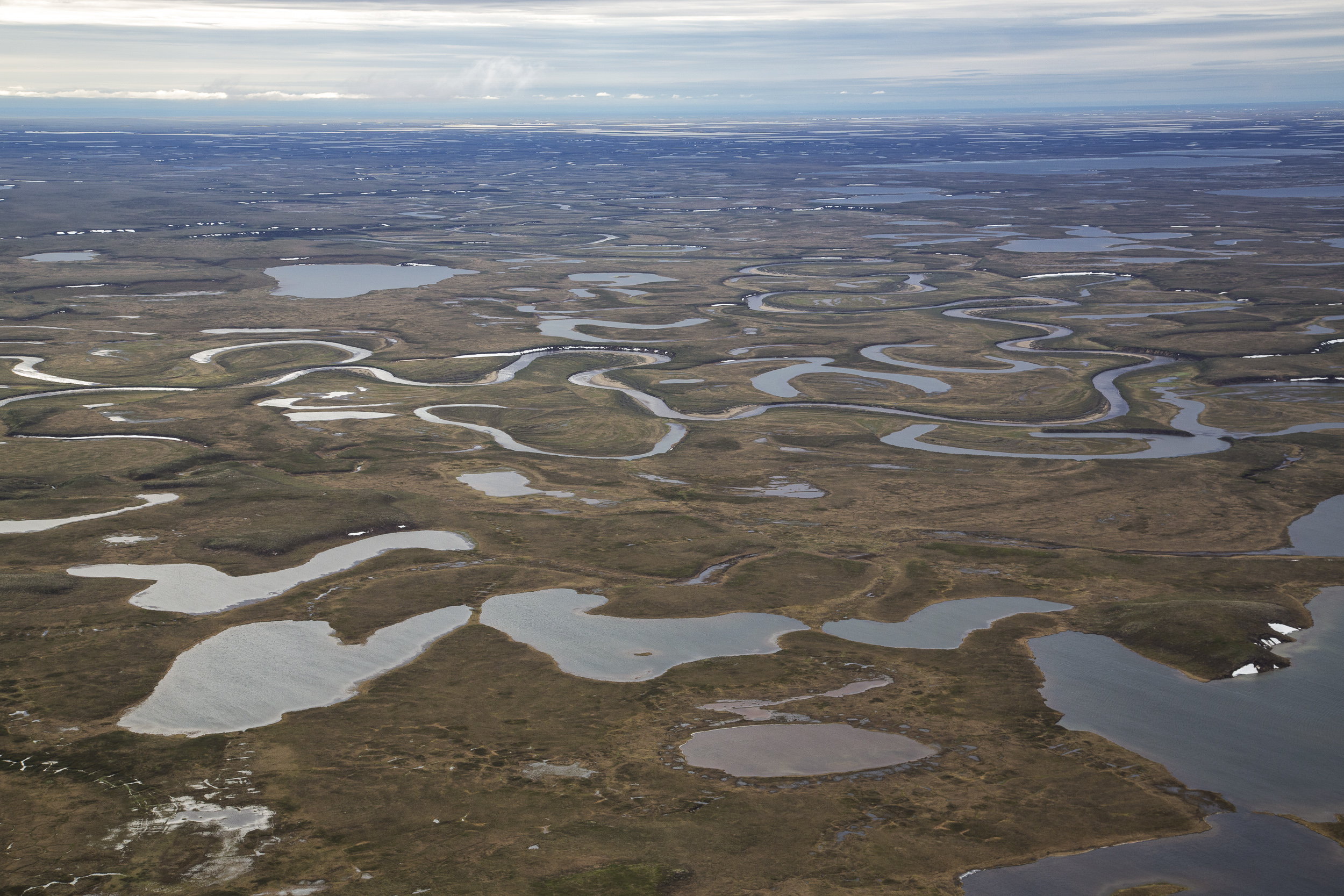
Tipico paesaggio della pianura costiera

La pianura costiera sale gradualmente dall'Oceano Artico a sud fino all'area pedemontana dei monti Brooks. Il terreno è pianeggiante o leggermente ondulato e alla base si trovano depositi non consolidati di origine marina, fluviale, glaciale ed eolica. La pianura è larga circa 150 km a sud di Barrow e si restringe verso est e ovest. Il clima è secco polare con brevi estati fresche e inverni lunghi e freddi. In estate si forma spesso la nebbia a causa della vicinanza dell'Oceano Artico e dei ghiacci in esso presenti. Le piogge sono scarse e le precipitazione sono per lo più nevose durante l'inverno. A causa delle basse temperature, il permafrost è continuo in tutta la regione, ad eccezione del terreno sotto i grandi fiumi e laghi. La presenza del permafrost impedisce il drenaggio superficiale e pertanto il suolo è saturo e ricco di materiale organico. Per l'abbondanza di laghi creati dal disgelo, che coprono circa il 50% della superficie, e per la saturazione del terreno quasi tutta la regione è coperta da zone umide. Il territorio è privo di alberi ed il bioma dominante è la tundra. La vegetazione è costituita da Cyperaceae, Graminacee e arbusti nani. Boschetti di salici bassi possono svilupparsi sulle rive dei fiumi ben drenati. La pianura costiera è un importante habitat per i caribù, che la utilizzano prevalentemente come zona per il parto. Sono presenti anche altre specie di erbivori quali buoi muschiati, lemming e scoiattoli artici, mentre fra i predatori ci sono volpi artiche, lupi grigi e orsi bruni. Gli orsi polari solo occasionalmente si rifugiano sulla pianura costiera. La regione è anche importante per la riproduzione di uccelli acquatici, tra cui una grande varietà di uccelli limicoli, anatre, oche, cigni e passeriformi.

#### Area pedemontana artica

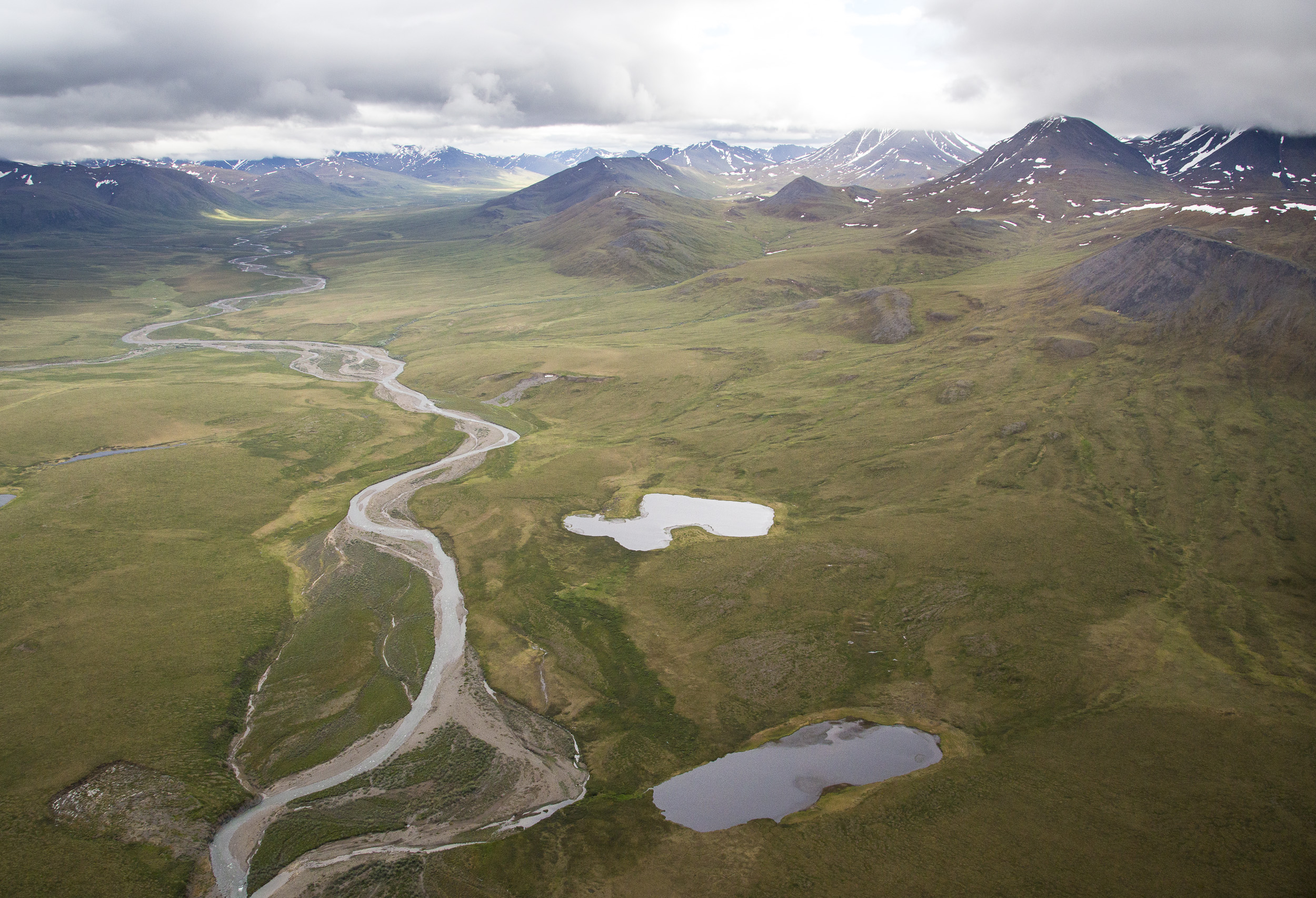
Paesaggio delle Brooks Foothills

La regione pedemontana è costituita da una fascia larga dai 50 ai 100 km di dolci colline e ampi crinali che si estendono dal fianco settentrionale della catena dei Brooks fino alla pianura artica. Strette valli e morene glaciali si alternano tra lunghe creste lineari e colline isolate composte da roccia sedimentaria ricoperta da depositi di origine alluvionale ed eolica. Il clima è polare asciutto, anche se leggermente più caldo e umido rispetto alla pianura costiera. Il permafrost è spesso e continuo. I suoli variano da substrati minerali ben drenati a strati organici saturi. Sono presenti numerosi corsi d'acqua e fiumi a canali intrecciati con portata stagionale molto variabile, nelle cui acque pullulano salmerini e temoli artici. Diversamente dalla pianura artica i laghi sono poco frequenti. La flora è costituita da vaste distese di arbusti misti di carici, intervallati da boschetti di salici lungo i fiumi e piccole aree di drenaggio e dryas sulle creste. La fauna è costituita da erbivori quali caribù, buoi muschiati, scoiattoli artici, e predatori quali lupi grigi, orsi bruni e falchi pellegrini.

#### Monti Brooks

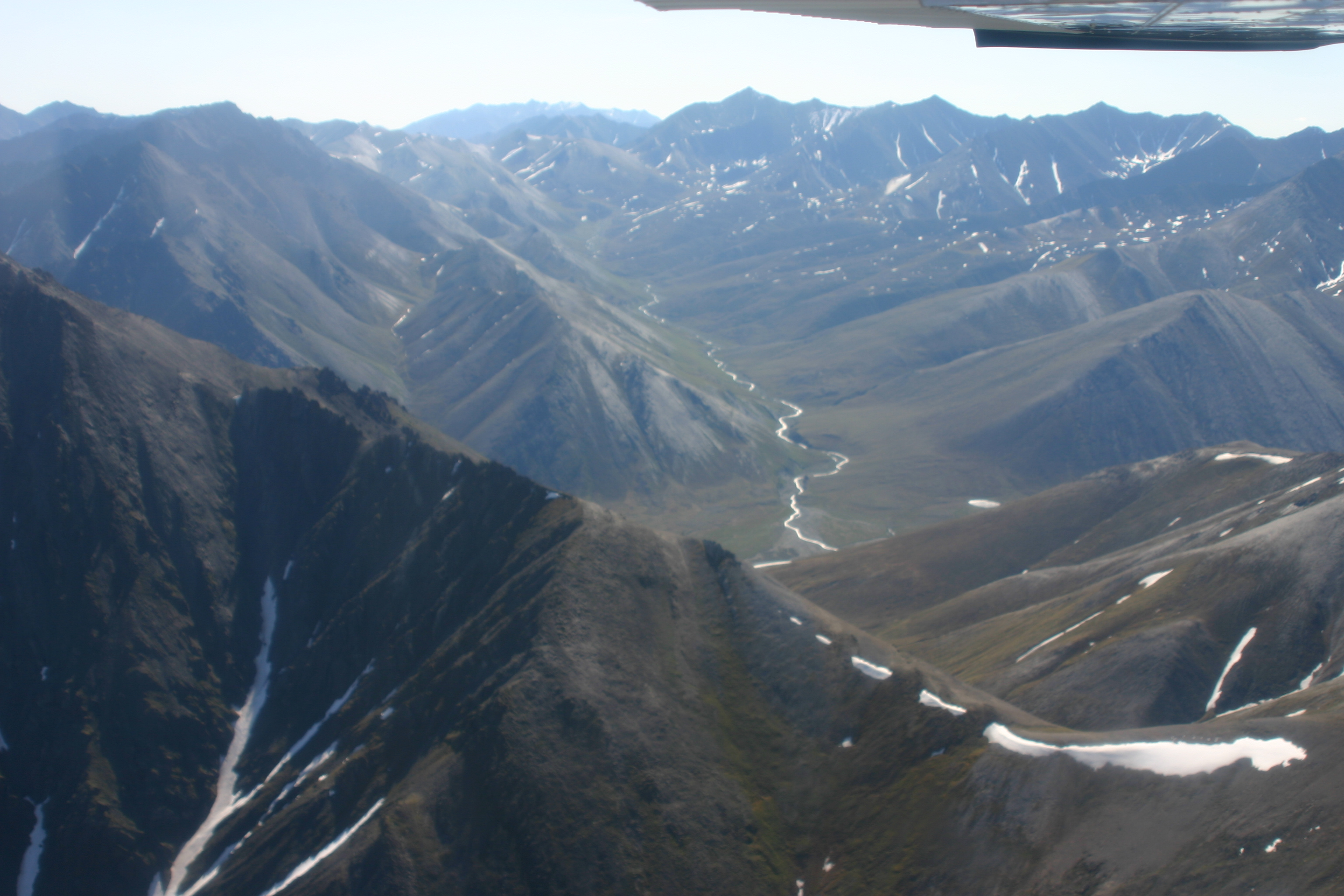
Brooks Range dall'alto

I Monti Brooks si sviluppano per oltre 1.000 km in direzione est-ovest fra il Kotzebue Sound ed il Mare di Beaufort attraversando tutta l'Alaska settentrionale. Essi costituiscono la parte più settentrionale dello spartiacque continentale, che separa il bacino idrografico dei fiumi che sfociano nell'Oceano Artico da quello dei fiumi che sfociano nell'Oceano Pacifico. L'elevazione massima è inferiore ai 3.000 m. La parte centrale della catena è composta da ripide vette dalle forme angolari di rocce sedimentarie e metamorfiche affiancate da pietrisco e ghiaione, mentre le porzioni orientale e occidentale hanno un andamento meno aspro. Fiumi e torrenti che scendono ad elevate velocità sul terreno ripido hanno intagliato strette gole nel suolo. Durante il Pleistocene le parti più alte della catena erano coperte da ghiacciai, di cui restano solo pochi piccoli circhi. Il versante nord della catena è coperto da permafrost continuo ed è privo di alberi. Il clima è polare secco con inverni lunghi e freddi ed estati brevi e fresche. Valli e pendici del versante nord della catena sono dominati da arbusti di carici, con boschetti di salici lungo fiumi e torrenti. Sulle elevazioni maggiori i terreni sono coperti solo da tundra alpina o sono in gran parte sterili.
La fauna è costituita da bighorn bianco, marmotte, caribù, lupi grigi e orsi bruni.

### Idrografia

#### Fiumi

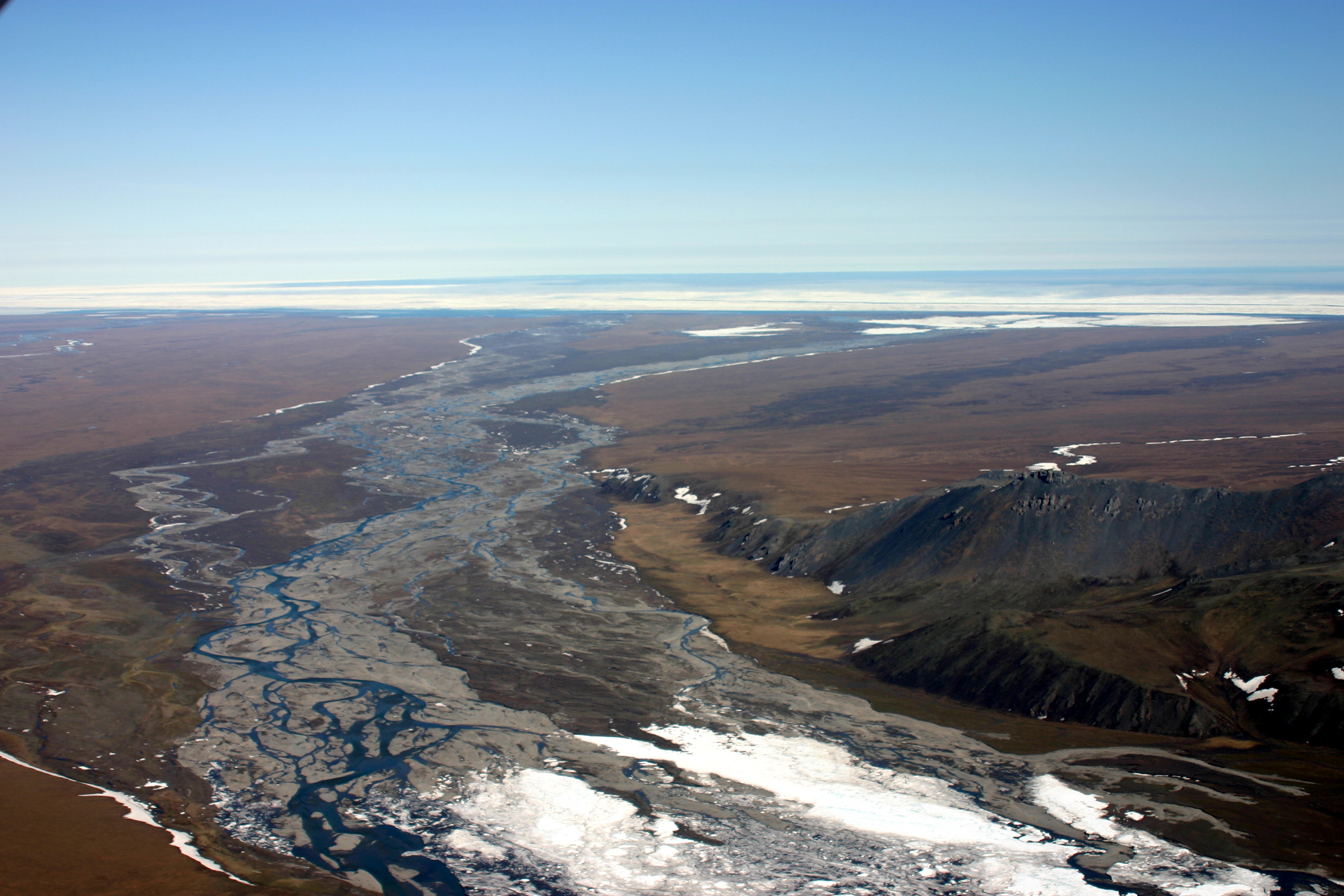
Il Kongakut presso la foce nel Mare di Beaufort

Nel North Slope sono presenti diversi fiumi. Questi possono essere classificati in tre categorie: fiumi di montagna, torrenti primaverili, fiumi della tundra.
Fiumi di montagna
Sono quelli che nascono nella catena dei monti Brooks e sono i fiumi più grandi che attraversano la pianura artica. I principali sono: Colville, Sagavanirktok, Ivishak, Canning e la maggior parte di quelli tra il Canning ed il confine canadese, quali ad esempio lo Jago ed il Kongakut. Fiumi minori sono lo Shaviovik e il Kavik. Fra questi si può considerare anche il Kivalina che sfocia nel mare di Chukchi.
Torrenti primaverili
Sono piccoli ruscelli (max 1–2 km) alimentati da sorgenti primaverili che riforniscono il corso superiore dei fiumi di montagna di cui sono affluenti.
Fiumi della tundra
Sono fiumi che drenano i pendii delle colline dell'area pedemontana dei monti Brooks. Generalmente di lunghezza non molto elevata ed andamento meandriforme, essi o sono affluenti di fiumi di montagna, o sfociano direttamente nel mare di Beaufort. I maggiori sono: Ikpikpuk, Meade, Inaru e Kuparuk.

#### Laghi
Laghi e stagni sono una delle più evidenti caratteristiche della morfologia della pianura costiera.
La maggior parte di essi sono poco profondi, tipicamente dai 2 ai 4 metri. Molti laghi hanno un orientamento nord-sud. I laghi della pianura costiera sono coperti di ghiaccio tipicamente dai primi di ottobre ai primi di luglio. Il massimo spessore del ghiaccio raggiunge fino a 1,8 metri nel mese di Aprile, ma in alcuni anni può raggiungere anche 2,4 metri. Gli stagni meno profondi si scongelano intorno a meta-fine giugno, ma i laghi più profondi non scongelano prima degli inizi di luglio. A causa del clima secco una notevole quantità di acqua evapora durante la breve estate. Il lago più grande della pianura costiera è il lago Teshekpuk che misura circa 820 km² di superficie. Si trova a circa 130 km a sud-est di Point Barrow, fra i fiumi Ikpikpuk e Colville.
Altri laghi di dimensioni significative si trovano sulle Brooks Range a nord del Continental Divide. Fra questi i laghi Cascade, Chandler, Imiaknikpak, Itkillik, Kurupa, Shainin e Udrivik. 
Altri due laghi significativi si trovano nella zona di nord-est del North Slope. Sono il lago Peters ed il collegato lago Schrader, che si trovano entrambi nell'Arctic National Wildlife Refuge ai piedi del monte Chamberlin.

## Geografia antropica

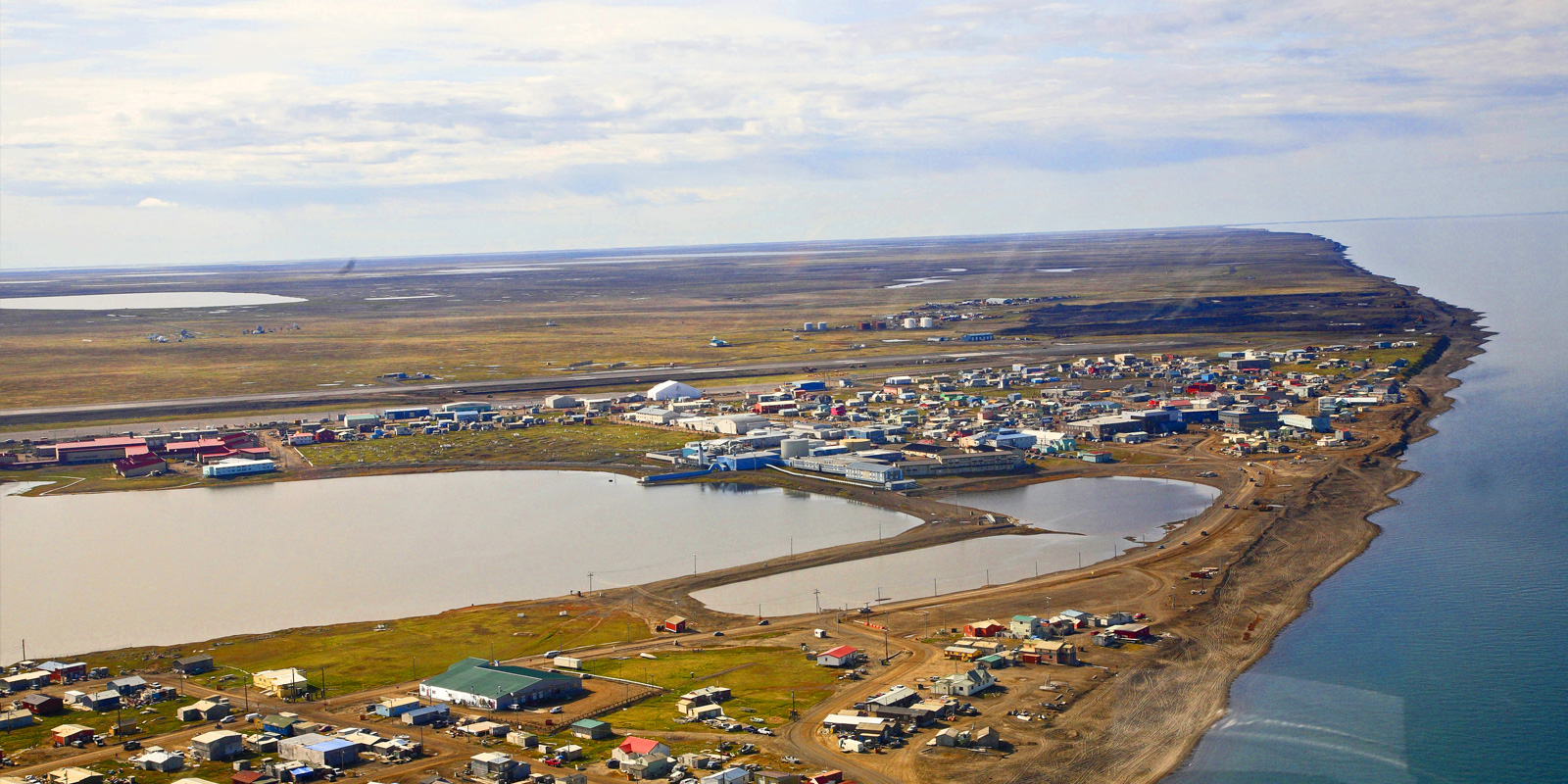
Barrow vista dall'alto

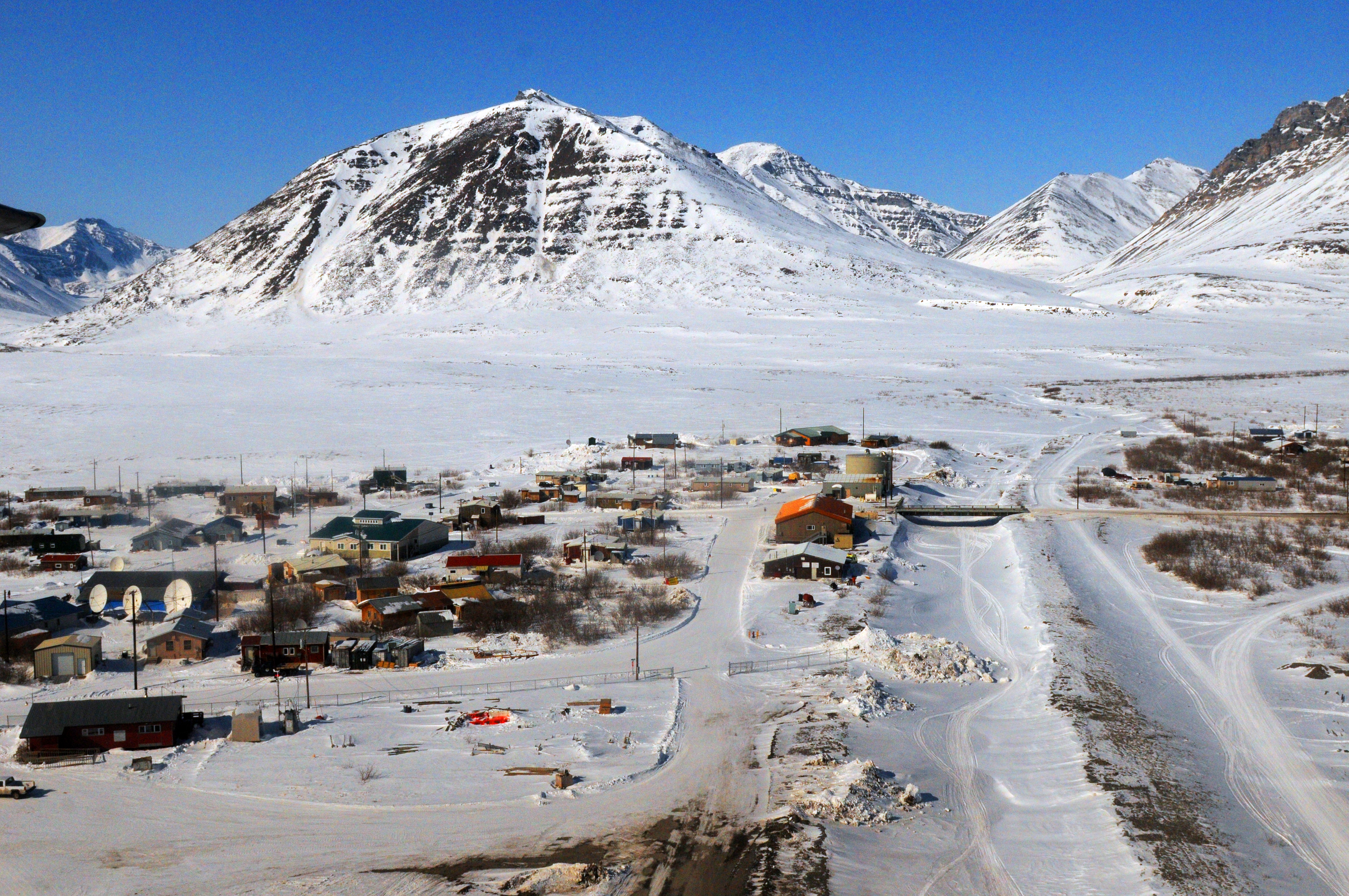
Anaktuvuk Pass vista dall'alto

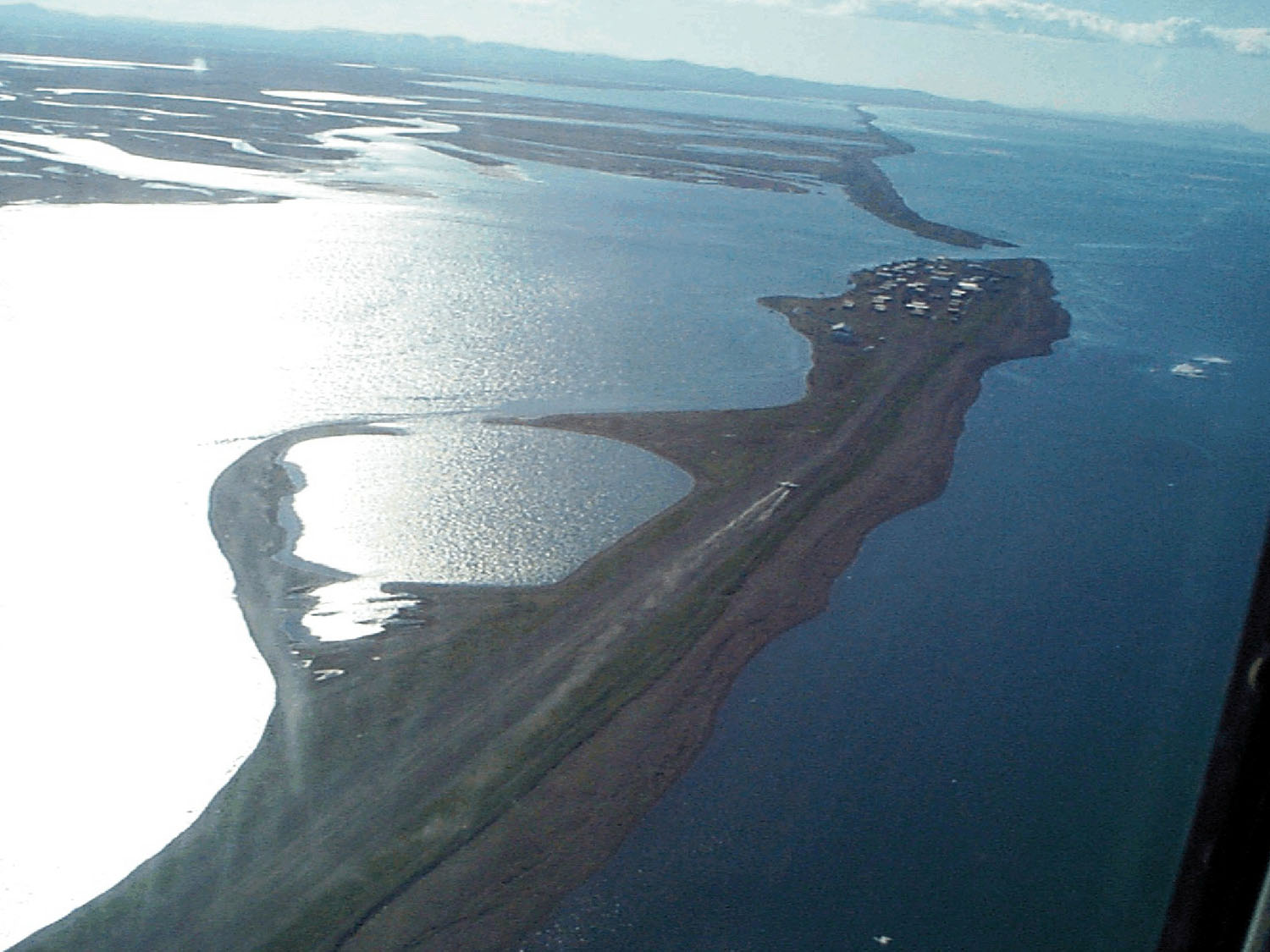
Kivalina vista dall'alto

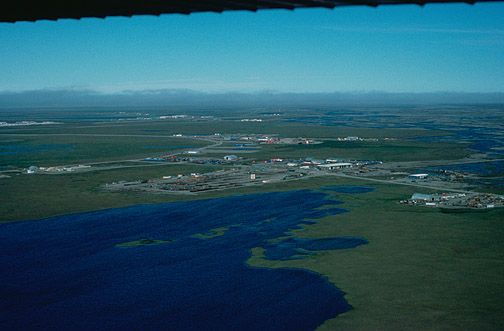
Prudhoe Bay vista dall'alto

Il territorio del North Slope è posseduto per circa il 70% da varie agenzie del governo federale e per circa il 20% dallo Stato dell'Alaska. Le 10 comunità native dell'Alaska residenti nel North Slope possiedono circa 23.134 km², pari a circa il 9% del territorio.
Gli insediamenti abitativi delle comunità native risiedono per lo più lungo la pianura costiera, con l'eccezione di un paio di comunità che risiedono nelle zone più interne.
Oltre alle comunità native vi sono alcuni insediamenti industriali concentrati in due aree principali.
Le 10 comunità native sono così distribuite:
- 8 nel Borough di North Slope:
  - Anaktuvuk Pass: si trova nella parte centrale dei Monti Brooks, presso il passo omonimo. Abitato dalla comunità dei Nunamiut (Inupiat). Sebbene non lontano dalla Dalton Highway, l'accesso al villaggio è molto limitato. È l'unica comunità nella regione dei Monti Brooks. Popolazione: 358 ab. (2013)
  - Atqasuk: si trova nella Pianura costiera settentrionale lungo il fiume Meade, a sud di Barrow. L'area è all'interno della National Petroleum Reserve. Popolazione: 248 ab. (2013)
  - Barrow: si trova nella parte più a nord della Pianura costiera, ed è l'insediamento abitato più settentrionale degli Stati Uniti. Capoluogo del Borough di North Slope ed anche la città più popolosa della regione. Popolazione: 4.514 ab. (2013)
  - Kaktovik: si trova nella Pianura costiera settentrionale nella zona orientale, presso la foce del fiume Jago, all'interno dell'Arctic National Wildlife Refuge. Popolazione: 262 ab. (2013)
  - Nuiqsut: si trova nella Pianura costiera settentrionale presso l'estuario del fiume Colville, a sud-est di Barrow. L'area è all'interno della National Petroleum Reserve. Popolazione: 452 ab. (2013)
  - Point Hope: si trova nella regione pedemontana nella penisola di Lisburne. È abitata dalla comunità Inuit di Tikiġaġmiut. Popolazione: 683 ab. (2013)
  - Point Lay: si trova nella Pianura costiera nord-occidentale, a circa 160 km a nord-est di Capo Lisburne. Popolazione: 215 ab. (2013)
  - Wainwright: si trova nella Pianura costiera nord-occidentale sul mare di Chukchi, a circa 140 km a sud-ovest di Barrow. È abitata da una comunità Inupiat. Popolazione: 543 ab. (2013)
- 2 nel Borough di Northwest Arctic:
  - Kivalina: si trova nella regione pedemontana a sud di Point Hope, presso la foce del fiume Kivalina. È abitata da una comunità Inupiat. Popolazione: 402 ab. (2013)
  - Noatak: si trova nella regione pedemontana lungo la riva occidentale del fiume Noatak a circa 100 km dalla foce del fiume. Popolazione: 562 ab. (2013)

I due insediamenti industriali sono:
- Prudhoe Bay: si trova nella Pianura costiera settentrionale, lungo la riva sinistra del Sagavanirktok River, a circa 5 km dal mare Artico. Vi si trova il maggiore giacimento petrolifero del Nord America. È l'unico centro abitato della regione connesso alla rete stradale nazionale tramite la Dalton Highway. Popolazione: 2.174 ab. (2013)
- Red Dog Mine: si trova nella regione pedemontana a circa 80 km a nord-est di Kivalina. Vi si trova la più grande miniera di zinco del mondo. Popolazione: 309 ab. (2013)